# Едуард Янг
Едуард Янг е тайвански режисьор. Заедно с Хоу Хсайо-хсиен и Тсай Минг-лианг е сред най-влиятелните представители на тайванската нова вълна и тайванското кино. Печели наградата за най-добър режисьор в Кан през 2000 г.

## Ранен живот и кариера
Едуард Янг е роден в Шанхай през 1947 г и прекарва детството си в Тайпе. След като получава диплома по електрическо инженерство от университета „Чиао Тунг“ в Тайван, Янг се записва в университета на Флорида и получава магистърска степен през 1974 г. По това време и за кратко след това Янг работи в центъра за информатични изследвания в университета. От дете се интересува от кино, но първоначално се опитва да изгради кариера във високите технологии.
След като за кратко постъпва в филмово училище, Янг решава, че светът на киното не е за него. Той намира методологията, преподавана на студентите за твърде комерсиално ориентирана. След това Янг е приет в харвардското училище по дизайн, но решава да не постъпи. Вместо това заминава за Сиатъл и работи в сферата на микрокомпютрите и защитния софтуер.
Докато работи в там, Янг попада на Агире, гневът Божи (1972): филмът връща страстта на Янг към киното и го въвежда в широка гама от класики на световното и европейското кино. Янг е особено впечатлен от филмите на италианския режисьор Микеланджело Антониони (което е видимо в някои от късните филми на Янг). През 1985 Янг сключва брат с тайванската музикална поп звезда Тсай Чин. Двамата се развеждат през 1995, а след това Янг се жени за пианистката Кай-Ли Пенг.

## Смърт
Янг умира на 29 юни 2007 в дома си в Бевърли Хилс в резултат на усложнения след седемгодишна борба с рак на дебелото черво. Наследен е от съпругата си и сина им Шон.

## Стил и теми
Визуалният стил на Янг включва дълги сцени, малко близки планове, празни пространства и градски пейзажи.
Освен интереса си към въздействието от промените в Тайван върху местната средна класа Янг разглежда и борбата между модерното и традиционното във филмите си. Засегнати са също и темите за връзката между бизнеса и изкуството и начините, по които алчността корумпира. Поради тези причини повечето от филмите на Янг са трудни за намиране, тъй като той не счита продаването им за своя основна цел като артист. Той чувства, че филмовото разпространение, особено в Тайван, е извън неговия контрол.

## Филмография

### Пълнометражни филми
- В нашето време (1982) – сегмент „Желания“/„Очакване“
- Онзи ден, на плажа (1983)
- История от Тайпе (1985)
- Тероризаторите (1986)
- Ясен летен ден (1991)
- Конфуцианско объркване (1994)
- Маджонг (1996)
- Една единица и една двойка (2000)